# 청주 문화동 일·양 절충식 가옥
청주 문화동 일·양 절충식 가옥(淸州 文化洞 日·洋 折衷式 家屋)은 충청북도 청주시 상당구에 있는 일제강점기의 건축물이다. 2002년 2월 28일 대한민국의 국가등록문화재 제9호로 지정되었다. 문화재 지정 당시의 문화재 명칭은 문화동 우리예능원이었다.

## 지정 사유
본 건물은 건립 당시 45도 경사의 되물매지 붕이며, 지붕의 사면이 박공 형태로 이루어 “＋”자형 사모지붕으로 이루어진 주택건물로서, 평면형식에 있어서 홀형과 중복도형 이 병용된 당시로서는 보기 힘든 독특한 형식의 주택이었다. 특히 1920년대에 소개된 방갈로 풍의 이국적 외관을 갖고 있어 주거사를 연구하는데 있어 중요한 자료이다.

## 개요
1924년 건립된 이 건물은 1924년 조선금융조합연합회 충북 지부장의 사택으로 건립되었으나, 지금은 마린바(멕시코 중부 및 남아메리카 지역의 민속 악기) 연주자를 배출하는 예능원으로 사용되고 있다. 지붕 형태는 박공지붕을 십자형으로 직각 교차시켜 구성하였고, 박공면 아래쪽 2층에 접객 용도의 방을 두어 조망을 확보하는 등 1920년대에 소개된 방갈로 풍의 이국적 외관으로 되어 있다.

## 참고 자료
- 청주 문화동 일·양 절충식 가옥 - 국가유산청 국가유산포털